# Новослободский сельский совет (Сумская область)
Новослободский сельский совет (укр. Новослобідська сільська рада) — входит в состав
Путивльского района
Сумской области
Украины.
Административный центр сельского совета находится в 
с. Новая Слобода
.

## Населённые пункты совета
- с. Новая Слобода
- пос. Партизанское
- с. Свобода